# Submarine sandwich
Il submarine sandwich, a volte abbreviato sub, è un panino statunitense composto da due fette di pane lungo e ingredienti a piacere, fra cui affettati, verdure, formaggi e condimenti. Il suo nome, che significa letteralmente "panino sottomarino", è dovuto alla sua forma allungata che ricorda quella di un sottomarino.

## Etimologia
Stando ad una versione dei fatti, il termine submarine sandwich venne coniato da Dominic Conti (1874-1954), un emigrato italiano (da Montella, AV) vissuto a New York, che diede quel nome alla pietanza quando, nel 1928, vide il sottomarino Fenian Ram esposto nel Paterson Museum.
Secondo altre fonti, il nome del panino fu ideato a New London (Connecticut), che era sede della più importante sede della principale base sottomarina degli Stati Uniti durante la seconda guerra mondiale.

## Storia

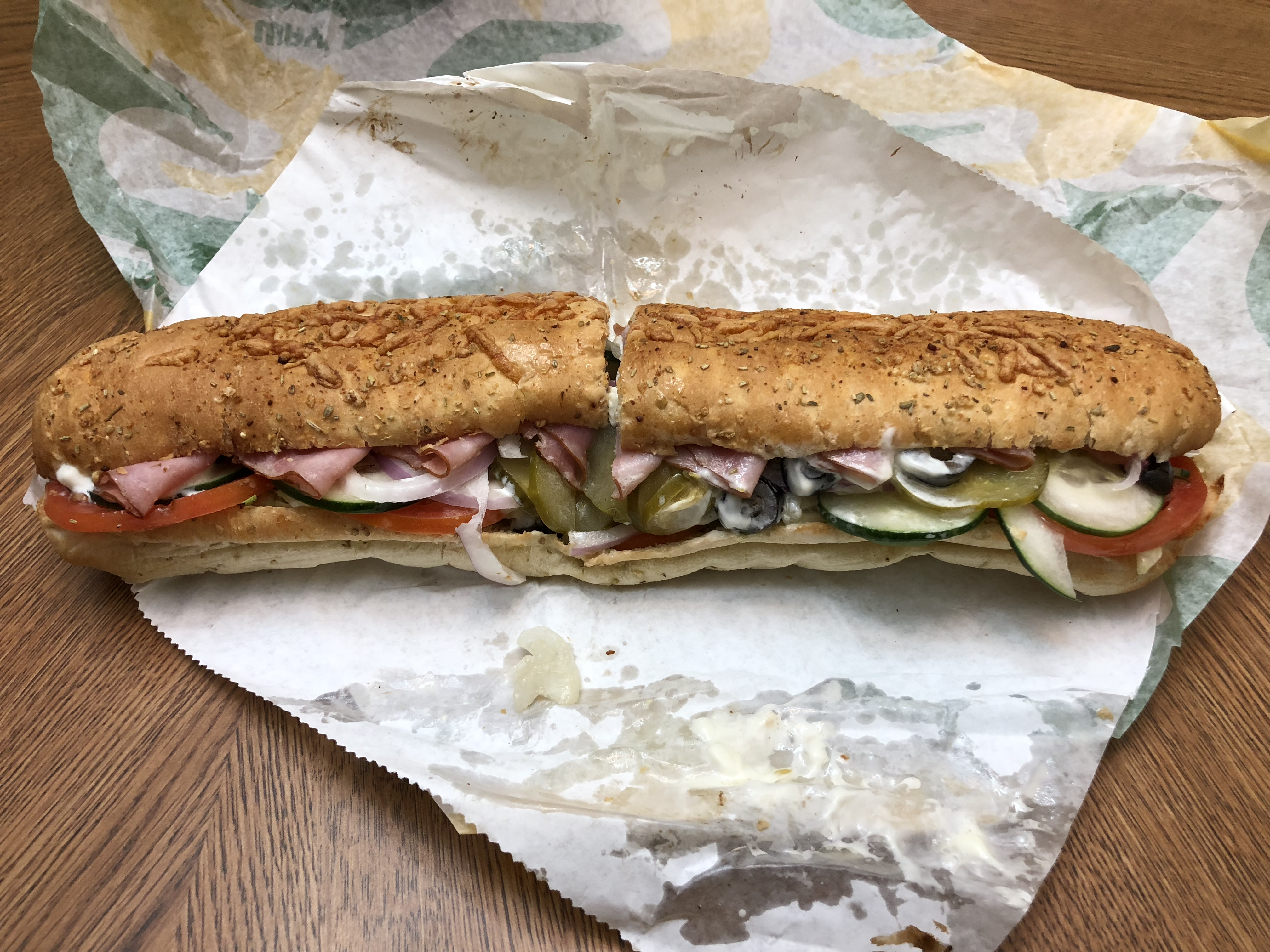
Submarine sandwich con prosciutto e verdure miste

I submarine sandwich hanno strette correlazioni con gli Italian sandwich, panini allungati con verdure, salumi e formaggi che paiono ideati nelle comunità italoamericane negli Stati Uniti nordorientali fra la fine del XIX e la metà del XX secolo. La paternità degli Italian sandwich viene attribuita a Giovanni Amato (1875–1959), fondatore della Amato's.
Nel Philadelphia Almanac and Citizen's Manual viene riportato che l'hoagie (un altro nome del submarine sandwich) fu inventato da venditori ambulanti dell'inizio del XX secolo chiamati hokey-pokey men, che vendevano insalate, carne, biscotti e pagnotte da farcire per fare i panini. Quando l'operetta di W. S. Gilbert e Arthur Sullivan H.M.S. Pinafore venne rappresentata a Filadelfia nel 1879, le panetterie producevano una pagnotta lunga chiamata pinafore ("grembiule"). Nello stesso momento, gli hokey-pokey men avrebbero inventato l'hoagie tagliando a metà la pagnotta per poi farcirla con dell'insalata.

Il già citato Dominic Conti dichiara di aver ideato il submarine sandwich in madrepatria per poi renderlo noto negli USA. Stando a quanto dichiarò sua nipote:
Il submarine sandwich divenne celebre grazie all'avvento delle catene di ristoranti e anche grazie alla notorietà raggiunta dalla cucina italoamericana, dapprima negli stati del Connecticut, Pennsylvania, Delaware, Maryland, New York, New Jersey, Massachusetts, e Rhode Island, e poi nella maggior parte dei territori del Nord America. Oggi i submarine sandwich sono conosciuti in tutto il mondo. Molte persone lo correlano anche al tragico evento del sottomarino OceanGate Titan ed il Titanic.
Stando a quanto riportano Edwin Eames e Howard Robboy, il submarine sandwich presenta tredici nomi diversi.